# Crossing the Rubicon
Crossing The Rubicon es el título del tercer álbum de estudio de la banda de New Wave sueca The Sounds, que fue publicado el 2 de junio de 2009. El 17 de abril, el primer sencillo "No One Sleeps When I'm Awake" fue publicado por iTunes en todo el mundo.
El álbum está a disposición de Spotify Premium para los clientes desde el 29 de mayo, y fue oficialmente lanzado el 2 de junio. Para su tercer álbum, la banda dejó a todos sus productores y fundó su propio sello, Arnioki Records, y utilizaron su propio dinero para grabar Crossing The Rubicon.

## Lista de canciones
1. "No One Sleeps When I'm Awake"[1]  - 4:09
2. "4 Songs & a Fight" - 3:24
3. "My Lover" - 4:25
4. "Dorchester Hotel" - 4:08
5. "Beatbox" - 4:02
6. "Underground" - 3:47
7. "Crossing the Rubicon" - 2:03
8. "Midnight Sun" - 4:30
9. "Lost in Love" - 5:05
10. "The Only Ones" - 4:44
11. "Home Is Where Your Heart Is" - 7:39
12. "Goodnight Freddy" - 4:04

iTunes bonus track
1. "No One Sleeps When I'm Awake" (Arnioki Sessions)"  – 4:09

## Posicionamiento
| Listas (2009)          | posición |
| ---------------------- | -------- |
| Finnish Albums Chart   | 4        |
| Swedish Albums Chart   | 14       |
| The Billboard 200      | 64       |
| Top Independent Albums | 9        |

## Personal
- Maja Ivarsson – Voz
- Felix Rodríguez – Guitarra
- Johan Bengtsson – Bajo
- Jesper Anderberg – Teclados, Piano, Guitarra
- Fredrik Nilsson – Batería